# Scottish Ballad
Scottish Ballad (Balada escocesa), op. 26, és una composició per a dos pianos i orquestra que Benjamin Britten va escriure entre el juliol i el 27 d'octubre de 1941 per al duo de dos pianistes d'Ethel Bartlett i Rae Robertson. Els dedicataris la van estrenar el 28 de novembre del mateix any a Cincinnati amb l'Orquestra Simfònica de Cincinnati dirigida per Eugene Goossens. Té una durada d'uns tretze minuts.

## Origen i context
Va ser escrita el 1941 mentre el jove compositor de vint-i-set anys residia als Estats Units, a Califòrnia. L'ascendència escocesa del matrimoni dedicatari va inspirar Britten a compondre aquesta peça. Durant alguns anys, aquesta peça va formar part del repertori de Clifford Curzon i Britten quan actuaven com a duo de pianistes.
Aquesta peça musical es fonamenta en quatre melodies escoceses, amb una característica distintiva: l'ús d'un ritme on una nota curta és seguida per una llarga, sense accentuació fora del compàs, tal com és comú en molta de la música escocesa. Es tracta bàsicament d'un concert en petit format (13 minuts) per a dos pianos i orquestra que requereix dos bons pianistes i per aquests dos motius és una peça que no se sol interpretar.